# Въздушна помпа
Въздушната помпа е устройство за изтласкване на въздух, което обикновено служи за напомпване на неща, като например баскетболна или футболна топка, както и гуми на велосипед. Примери за въздушна помпа включват велосипедна помпа, помпи, които се използват в аквариуми или малки езерца, газов компресор, използван за захранване на пневматичен инструмент, тръба на орган, духало за разпалване на огъня, прахосмукачка и вакумна помпа.
Първата ефективна въздушна помпа, построена в Англия за научни цели, е направена през 1658 г. от Робърт Хук и Робърт Бойл.